# Швейцарські Альпи
46°30′ пн. ш. 8°30′ сх. д. / 46.5° пн. ш. 8.5° сх. д.
Швейцарські Альпи (нім. Schweizer Alpen, фр. Alpes suisses, італ. Alpi svizzere, ромш. Alps svizras) — частина альпійського гірського хребта, яка розташована в Швейцарії. З огляду на їхнє центральне розташування у всьому Альпійському хребті їх також називають Центральними Альпами. Найвищою вершиною Швейцарських Альп є Монте-Роза (4 634 м.н.м.) на швейцарсько-італійському кордоні. Найвища вершина, повністю розташована на території Швейцарії, — Дом (4 545 м.н.м.). Інші головні вершини наведені у переліку гір Швейцарії.

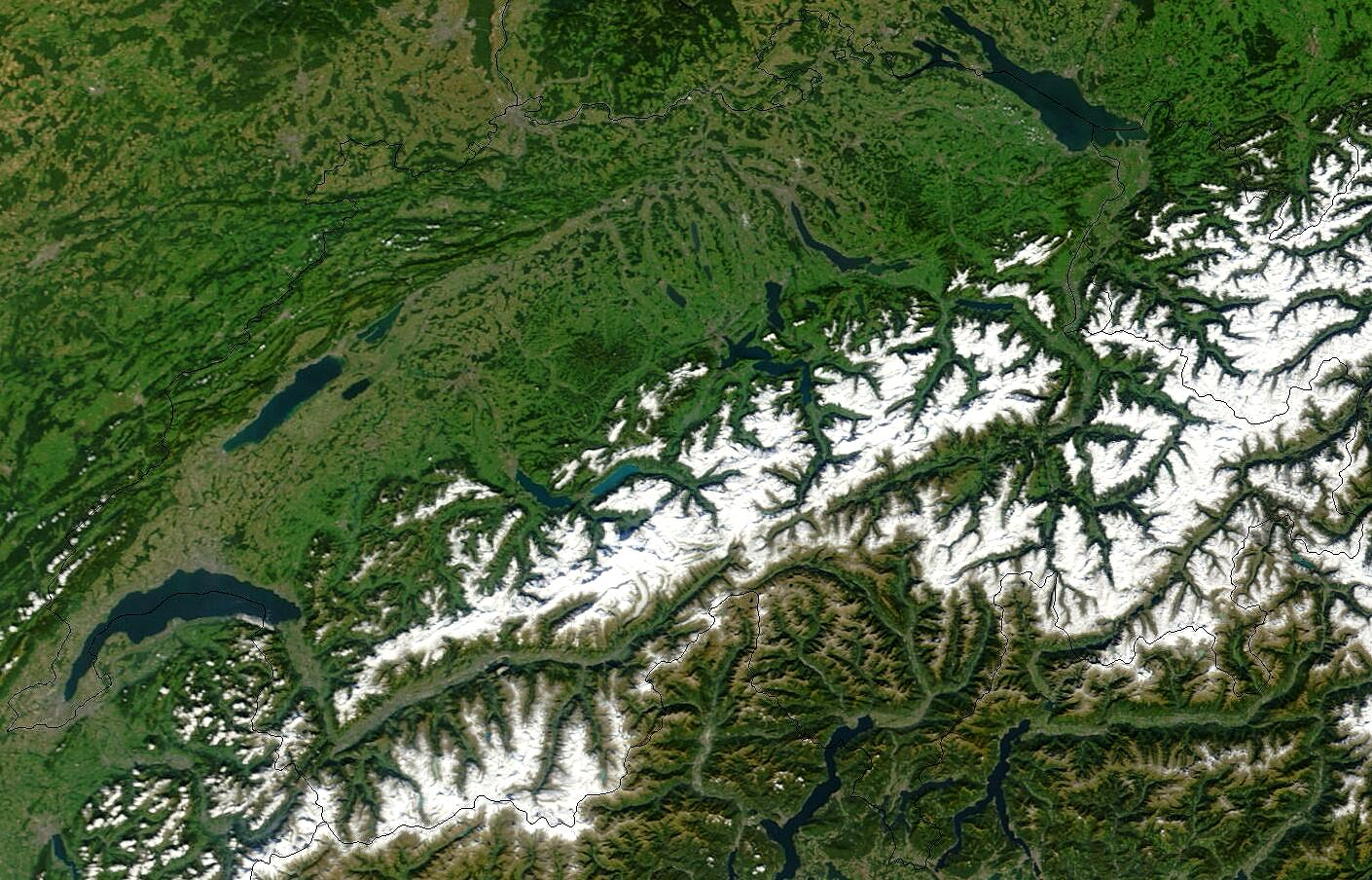
Супутниковий знімок Швейцарії у жовтні 2002 р. На північній стороні Альп регіони вище 2000 м.н.м. вкриті снігом. В цей час (ранньою осінню) кантон Тічино (на південній стороні) майже не має снігу.

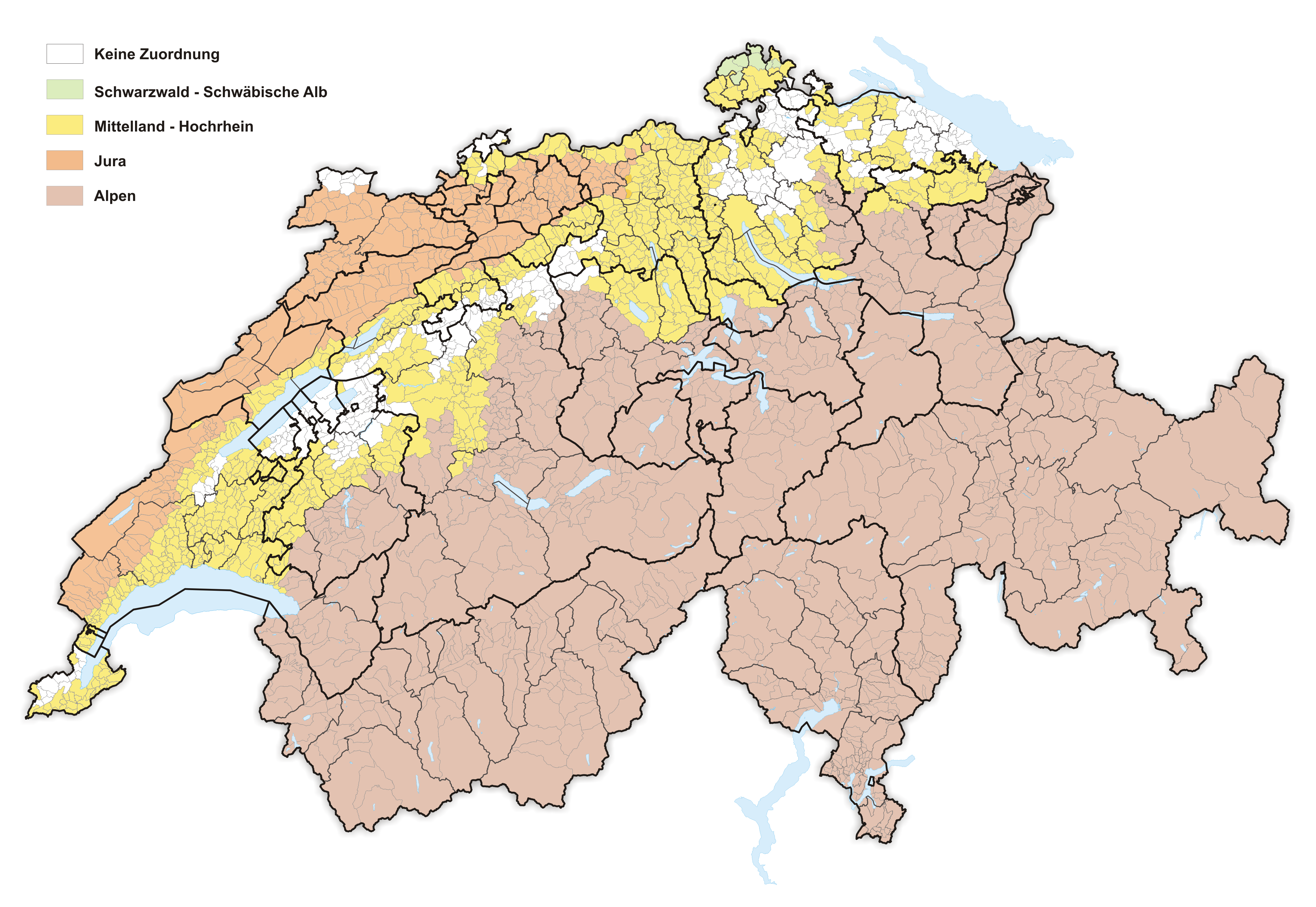
Альпи на карті Швейцарії (позначені коричневим)

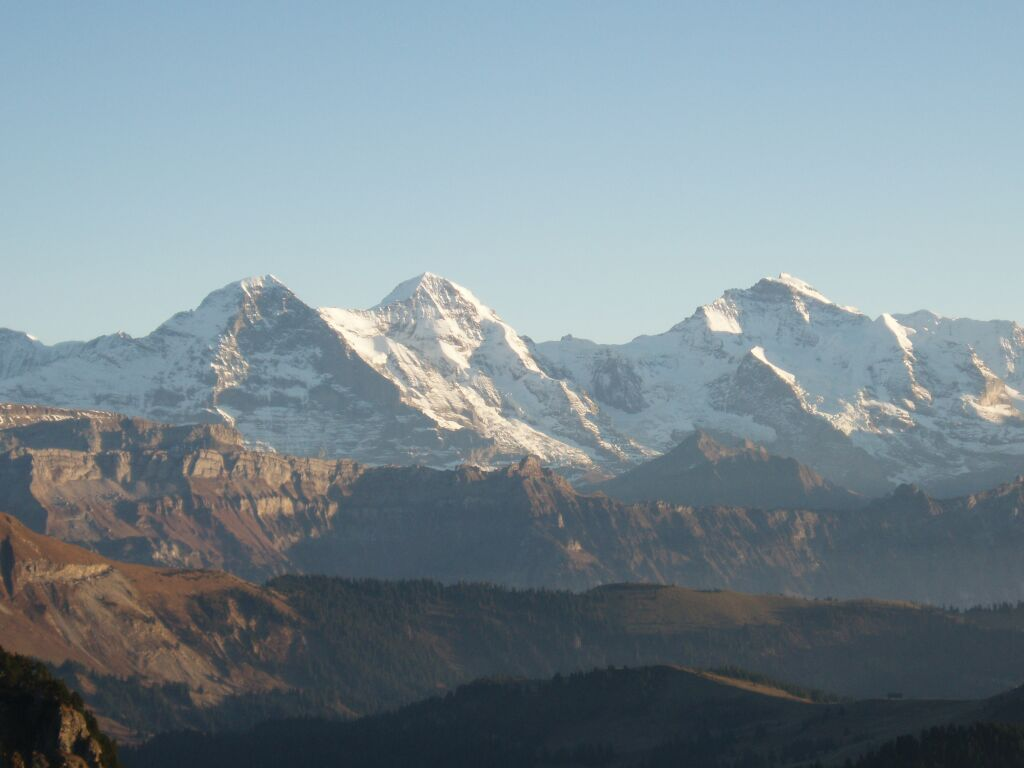
Зліва направо: Айгер, Мьонх та Юнгфрау

З часів Середньовіччя транзит через Альпи відігравав важливу роль в історії. Регіон на північ від перевалу Готтард став ядром Швейцарської Конфедерації на початку XIV сторіччя.

## Географія

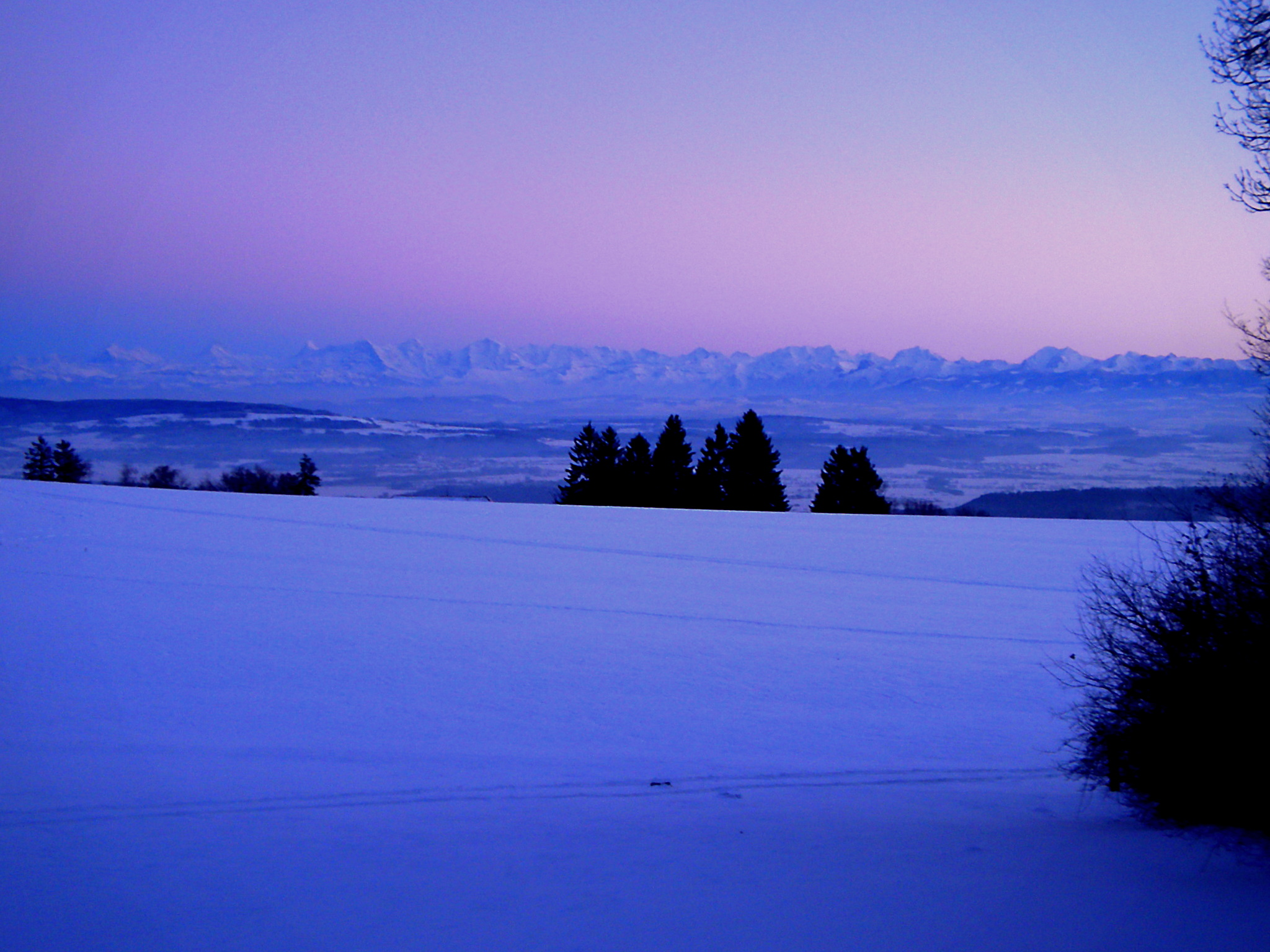
Вид на Швейцарські Альпи від гір Юра через Швейцарське плато

Альпи займають 65% території Швейцарії (яка складає 41 285 км²), і тому вона є однією з найгірськіших країн. Також, незважаючи на те, що на території Швейцарії розташовано лише 14% від всієї площі Альп (192 753 км²), тут розташовано більше половини офіційних (48 з 82), а переважна більшість — в межах 20 км від швейцарського кордону.
Льодовики Швейцарських Альп покривають площу 1 220 км² (3% території Швейцарії), що становить 44% всієї площі альпійських льодовиків (2 800 км²).
Швейцарські Альпи розташовані на південь від Швейцарського плато та на північ від її державного кордону. Межа між Альпами та плато йде від Веве на берегу Женевського озера до міста Роршах на берегах Боденського озера, проходячи недалеко від міст Тун та Люцерн.
Швейцарія ділить гірські хребти Альп з такими країнами (з заходу на схід): Франція, Італія, Австрія та Ліхтенштейн.

### Гірські хребти
Альпи часто поділяють на дві частини — Західні Альпи та Східні Альпи, межа між якими проходить вздовж Рейну від перевалу Шплюген до Боденського озера. Швейцарські Альпи значною мірою складаються з гірських хребтів Західних Альп, а в кантоні Граубюнден розташована значна кількість нижчих, але ширших і численніших хребтів Східних Альп. Ці хребти належать до Центральних Східних Альп, крім Ортлерських Альп, які належать до Південних Вапнякових Альп. Найвищими хребтами в країні є Пеннінські Альпи, Бернські Альпи та Бернінський хребет, вони містять відповідно 38, 9 та 1 вершину вище 4 000 м.н.м. Найнижчим хребтом є Аппенцельські Альпи з найвищою вершиною всього 2 500 м.н.м.
(*) розташовані поза межами основної гряди Альп

Карта західних Швейцарських Альп

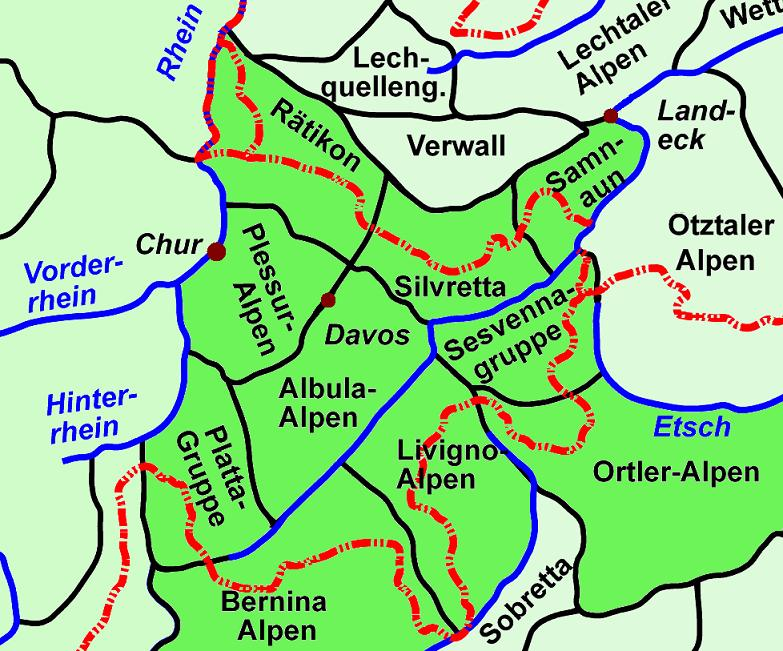
Карта східних Швейцарських Альп

Західні Альпи
| Розташування                                    | Хребет                                                          | Кантони                               | Основні вершини   | Східна межа |
| ----------------------------------------------- | --------------------------------------------------------------- | ------------------------------------- | ----------------- | ----------- |
| З заходу до сходу, на північ від Рони та Рейну  |                                                                 |                                       |                   |             |
| Бернські Альпи*                                 | Во, Фрібур, Вале, Берн                                          | Фінстераархорн, Юнгфрау, Мьонх, Айгер | перевал Грімзель  |             |
| Урійські та Емментальські Альпи*                | Урі, Берн, Вале, Люцерн, Обвальден, Нідвальден                  | Даммашток, Тітліс, Бріенцький Ротхорн | річка Ройс        |             |
| Гларнські Альпи*                                | Урі, Гларус, Граубюнден                                         | Тьоді, Глерніш                        | долина Зецталь    |             |
| Аппенцельські Альпи*                            | Аппенцелль — Іннерроден, Аппенцелль — Ауссерроден, Санкт-Галлен | Зентіс                                | Рейн              |             |
| З заходу до сходу, на південь від Рони та Рейну |                                                                 |                                       |                   |             |
| Шаблійські Альпи                                | Вале                                                            | Дентс дю Міді                         | річка Арв         |             |
| масив Монблан                                   | Вале                                                            | Егюій д'Аргент'є (Монблан)            | перевал Кол Ферре |             |
| Пеннінські Альпи                                | Вале                                                            | Дюфур, Вайсгорн, Маттергорн           | Перевал Семпіоне  |             |
| Лепонтинські Альпи                              | Вале, Тічино, Урі, Граубюнден                                   | Монте Леоне, Райнвальдхорн            | перевал Шплюген   |             |

Східні Альпи
| Розташування                                       | Хребет                       | Основні вершини |
| -------------------------------------------------- | ---------------------------- | --------------- |
| З заходу на схід, на північ від річок Мера та Інн  |                              |                 |
| Платтський масив                                   | Піц Платта                   |                 |
| Хребет Плессур*                                    | Арозер Вайсхорн              |                 |
| хребет Альбула                                     | Піц-Кеш, Піц-Лунгін          |                 |
| Ретікон*                                           | Шлезаплана                   |                 |
| хребет Сільвретта*                                 | Піц Лінар, Піц Буін          |                 |
| Самнаунські Альпи*                                 | Муттлер                      |                 |
| З заходу на схід, на південь від річок Мера та Інн |                              |                 |
| хребет Брегалля                                    | Ціма-ді-Кастелло, Піц-Баділе |                 |
| Бернінський хребет                                 | Піц-Берніна, Піц Розег       |                 |
| хребет Альбула                                     | Піц-Кеш, Піц Лунгін          |                 |
| хребет Лівіньо                                     | Піц-Парадізін                |                 |
| Отлерські Альпи*                                   | Ціма-ла-Казіна               |                 |
| хребет Сесвенна                                    | Піц-Сесвенна                 |                 |

### Гідрографія

#### Річки

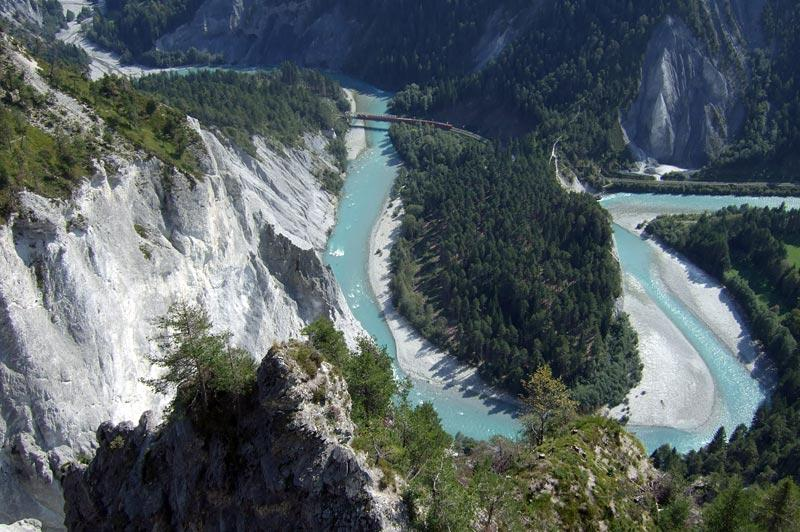
Рейнський каньйон в Граубюндені

Північна сторона Швейцарських Альп належить до басейну річок Рони, Рейну та Інн (Інн — частина басейну Дунаю), а південна — в основному до басейну річки Тічино (басейн річки По). Річки півночі гір течуть до Середземного, Північного та Чорного морів, а південної сторони — до Адріатичного моря. У Швейцарії розташовані головні потрійні вододіли Альп, зокрема: Піц-Лунгін, Вітенвассереншток та Монте Форкола. Між Піц-Лунгін та Вітенвасереншток проходить Головний європейський вододіл, що відділяє басейн Атлантики (Північне море) та Середземного моря (Адріатичне та Чорне моря). Швейцарії належить 6% прісної води Європи, через що її деколи називають «водонапірною вежею Європи».

#### Озера

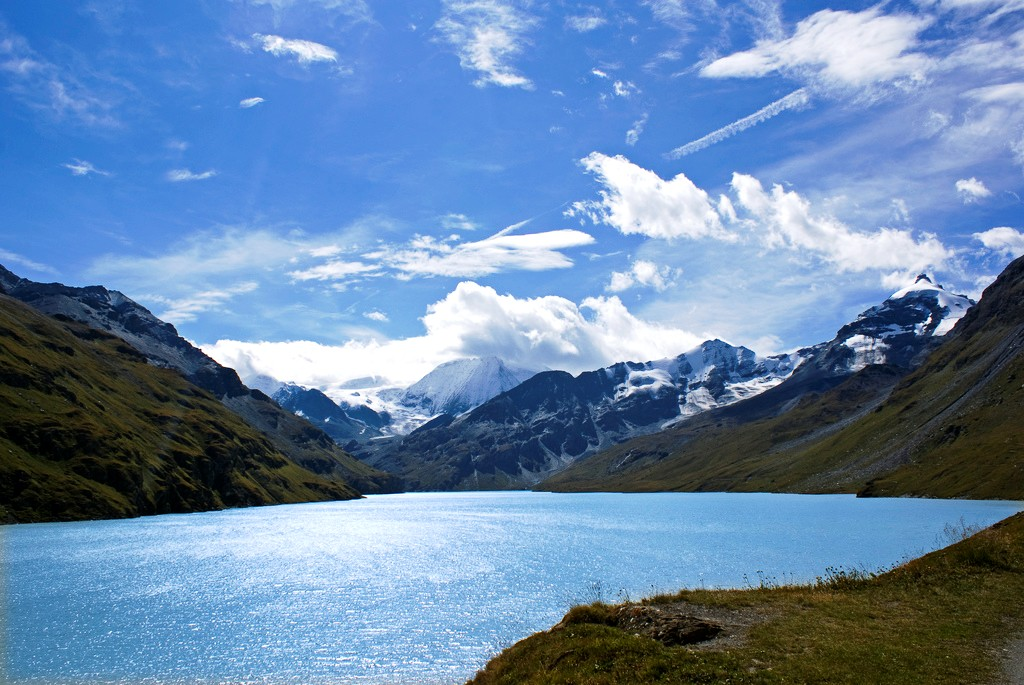
Озеро Дікс в Вале

Оскільки найвищі дамби розташовані в альпійських регіонах, багато великих гірських озер є штучними та використовуються як гідроелектричні резервуари. Деякі великі штучні озера є і на висоті вище 2 300 м.н.м., але природні озера площею більше 1 км², як правило, розташовані нижче 1 000 м.н.м. (за виключенням озер у долині Енгадин, наприклад озеро Зільсер, та озеро Оешінен на Бернському високогір'ї). Танення низько-розташованих льодовиків може створювати нові озера, як наприклад, озеро Тріфт площею 0,25 км², яке сформувалося в 2002–2003 роках від танення нижньої частини льодовика Тріфт.

### Висота над рівнем моря
Наступна таблиця подає площу поверхні вище 2 000 та 3 000 метрів над рівнем моря та відповідний процент території кожного кантону, яка розташована вище 2 000 чи 3 000 м.н.м.
| Кантон                   | Територія вище 2 000 м.н.м. в км² | Територія вище 2000 м.н.м. в % | Територія вище 3000 м.н.м. в км² | Територія вище 3000 м.н.м. в % |
| ------------------------ | --------------------------------- | ------------------------------ | -------------------------------- | ------------------------------ |
| Аппенцелль — Ауссерроден | 1                                 | 0,4                            | 0                                | 0                              |
| Аппенцелль — Іннерроден  | 4                                 | 2,3                            | 0                                | 0                              |
| Берн                     | 887                               | 15                             | 100                              | 1,7                            |
| Фрібур                   | 14                                | 0,8                            | 0                                | 0                              |
| Гларус                   | 213                               | 31                             | 4                                | 0,6                            |
| Граубюнден               | 4296                              | 60                             | 111                              | 1,6                            |
| Люцерн                   | 4                                 | 0,3                            | 0                                | 0                              |
| Нідвальден               | 20                                | 7                              | 0                                | 0                              |
| Обвальден                | 66                                | 13                             | 1                                | 0,2                            |
| Швіц                     | 69                                | 8                              | 0                                | 0                              |
| Санкт-Галлен             | 184                               | 9                              | 1                                | 0,05                           |
| Тічино                   | 781                               | 28                             | 2                                | 0,07                           |
| Урі                      | 562                               | 52                             | 19                               | 1,8                            |
| Вале                     | 2595                              | 50                             | 697                              | 13                             |
| Во                       | 92                                | 3                              | 1                                | 0,03                           |
| Швейцарія                | 9788                              | 24                             | 936                              | 2,3                            |

## Геологія

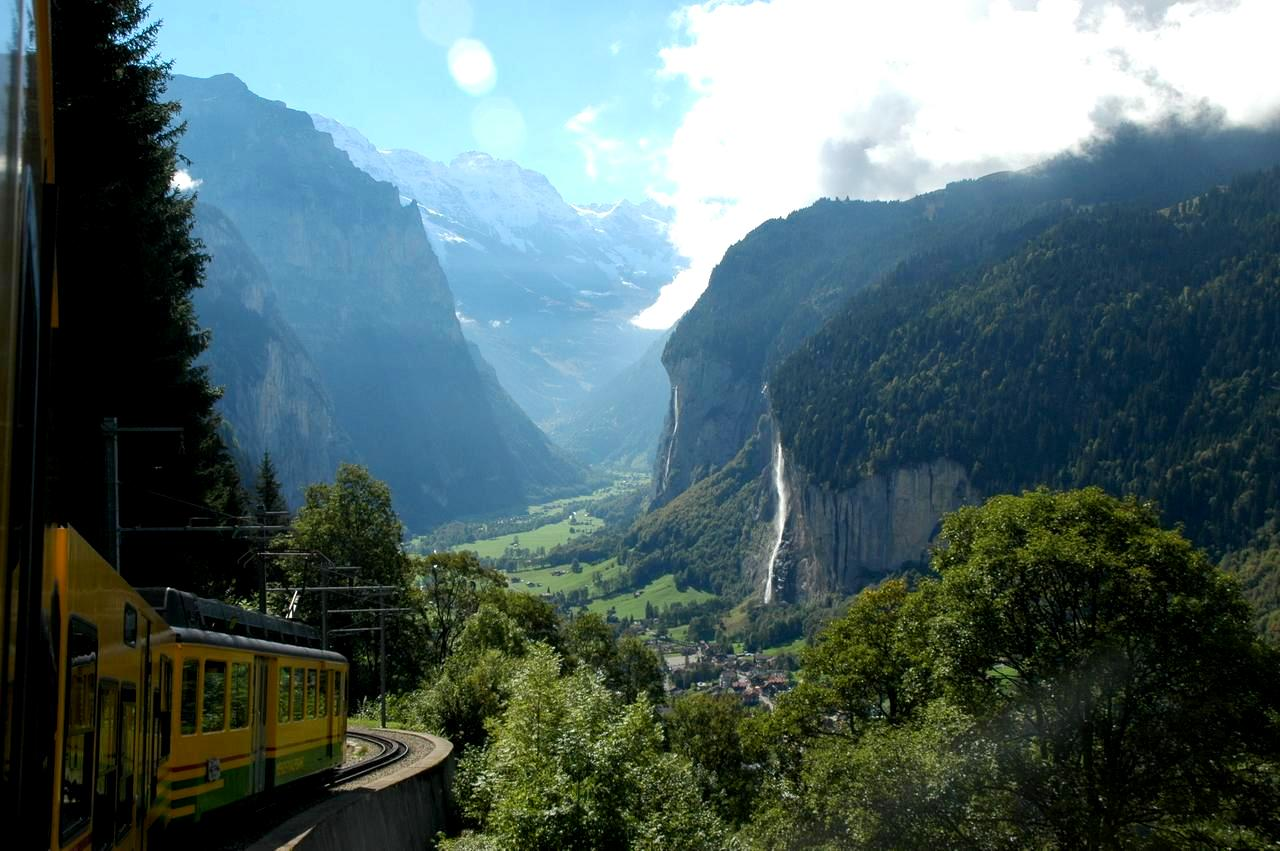
Долина Лаутербруннен в Бернських Альпах, яка виникла внаслідок ерозії рельєфу льодовиками

Суміш значних тектонічних одиниць відтворює історію формування Альп. Гірська порода гельветичної зони на півночі та австроальпійського шар'яжу — Південних Альп на півдні походять відповідно з Європейського та Африканського континентів. Гірська порода пеннінського шар'яжу належить до минулої території Бріансонського мікроконтиненту та океану Тетіс. Закриття останнього шляхом субдукції під Африканську плиту (спочатку Пємонтського басейна, а потім басейну Вале) передувало зіткненню між двома плитами та так званому альпійському орогенезу. Ілюстрацією процесу створення Альп є Швейцарська тектонічна арена Сардона у східних Гларнських Альпах, і тому вона була визнана об'єктом Світової спадщини ЮНЕСКО. Ще одним гарним прикладом орогенезу є масив Альпштайн, де можна побачити декілька складок гірської породи гельветичної зони.
За деякими винятками, Альпи на північ від річок Рони та Рейну є частиною гельветичної зони, а на південь — пеннінського шар'яжу. Австроальпійський шар'яж зустрічається лише в Східних Альпах, а також на Маттергорні, як виняток.
Останні льодовикові періоди значно змінили рельєф Швейцарії. Внаслідок льодовикової ерозії багато місцевих долин мають форму букви U. Під час максимальної протяжності Вюрмського заледеніння (18 000 років тому) льодовики повністю покривали Швейцарське плато, перш ніж відступити до своїх залишків високо в горах.
На сьогодні Алецький льодовик в західних Бернських Альпах є найбільшим та найдовшим в Альпах, і сягає максимальної товщини в 900 м на Конкордіаплац. Льодовик з оточуючою територією в 2001 р. було включено до об'єктів Світової спадщини ЮНЕСКО.
Наслідком відступу Рейнського льодовика бл. 10 000 років тому став Флімський обвал, найбільший в світі обвал з тих, які ще видимі.

## Природне середовище та клімат
Для збереження зникаючих видів був створений ряд природо-захисних територій. Швейцарський національний парк в Граубюндені був створений 1914 року як перший альпійський національний парк. Біосферний заповідник Ентлебух був створений в 2001 році. Найзахищеніша територія в Швейцарії — Парк Ела, відкритий в 2006 році та покриває 600 км². The Територія Юнгфрау-Алеч — перший об'єкт Світової спадщини ЮНЕСКО в Альпах.

### Кліматичні зони

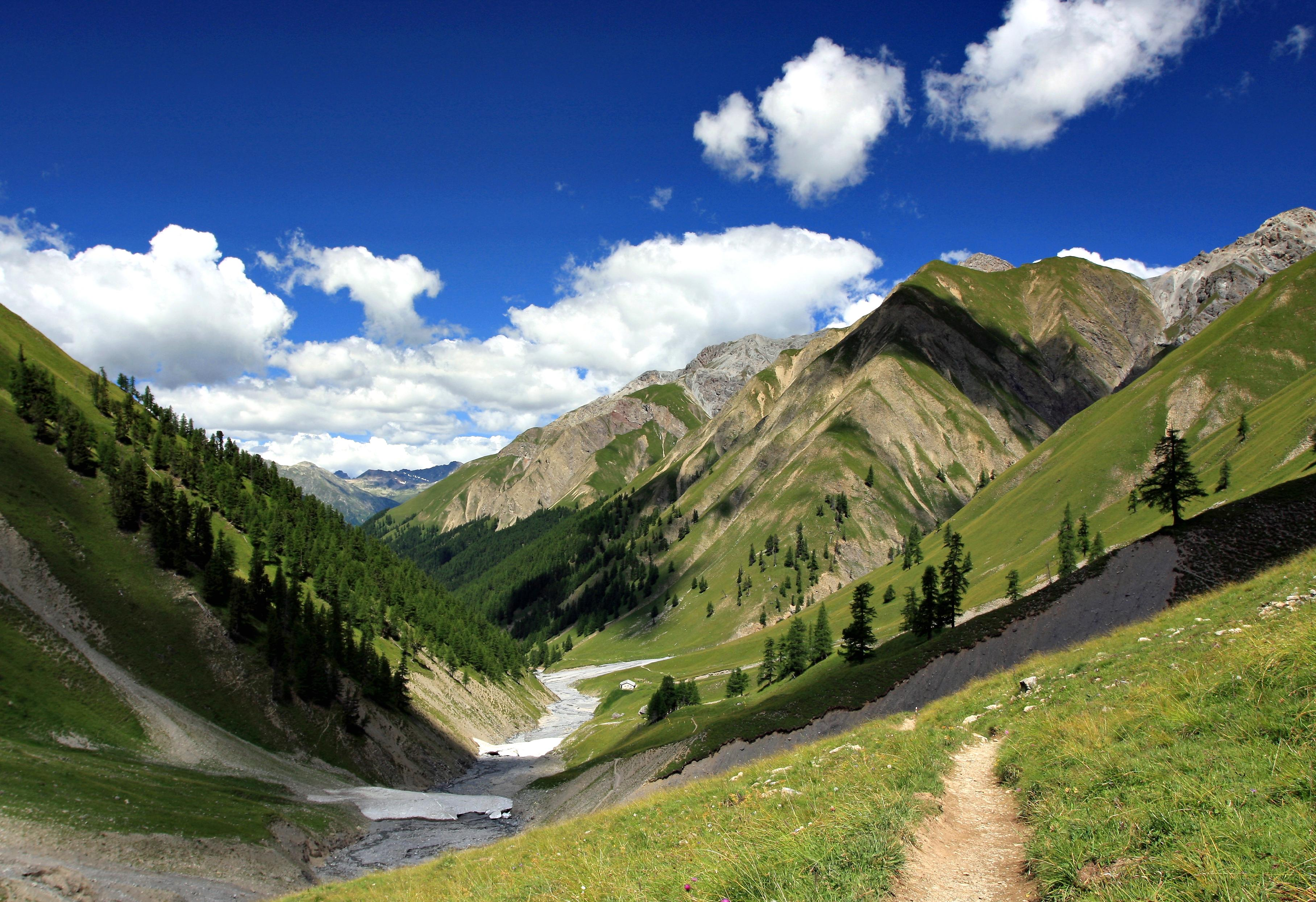
Лінія лісу в Національному парку

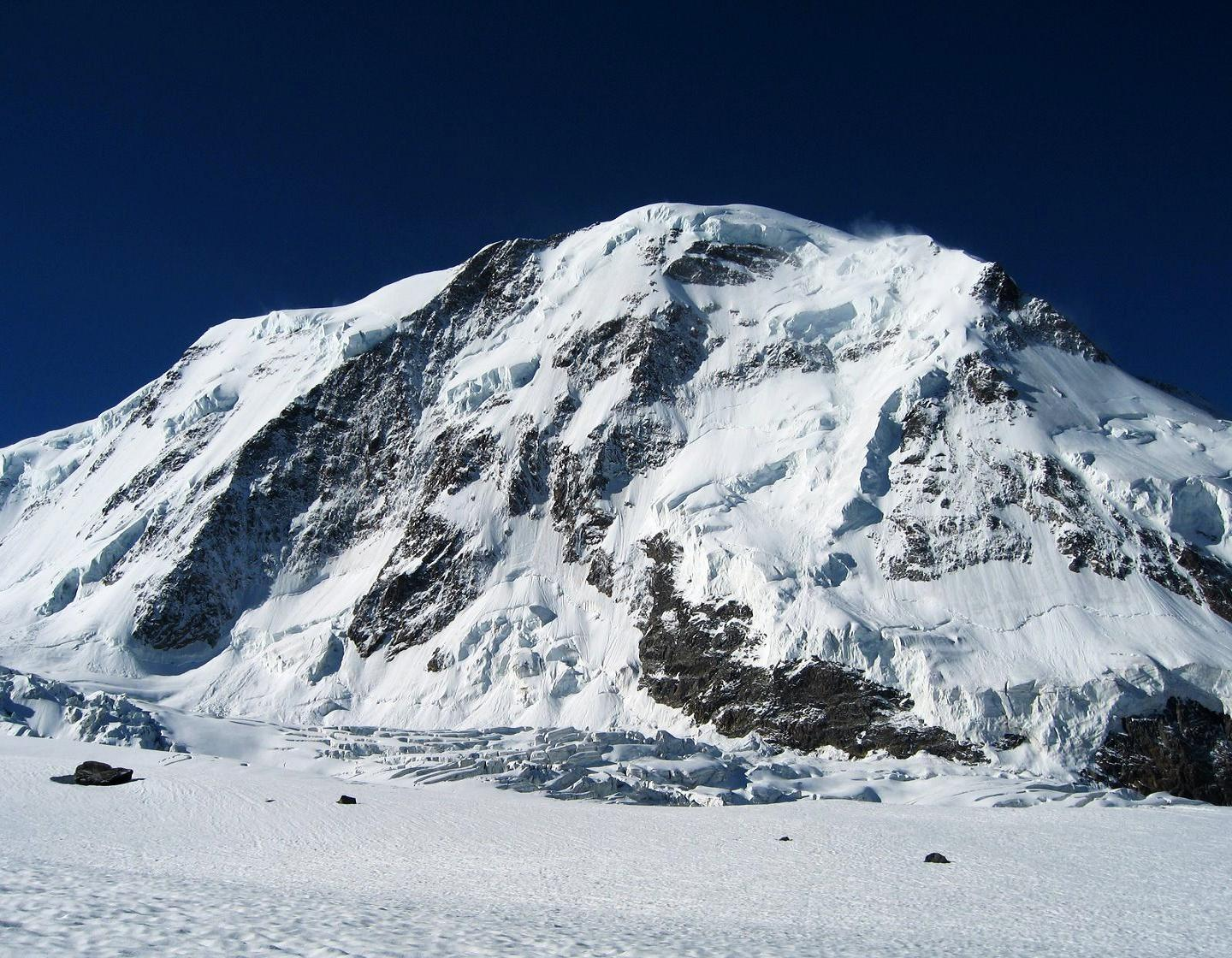
Ліскамм (4 527 м.н.м.), над льодовиком Гренц

Оскільки температура падає з висотою (0,56 °C середньорічної температури на кожні 100 метрів підйому), в Швейцарських Альпах виділяють три різні висотні кліматичні зони:
- Субальпійські луки

Субальпійські луки — це регіон, який лежить нижче лінії лісу і є більшим з трьох і найважливішим, адже містить більшість людських поселень та продуктивних територій. Ліси переважно складаються з хвойних дерев на висоті понад 1 200-1 400 метрів, а листопадний ліс існує на нижчих висотах. Верхня межа субальпійських лук розташована на висоті бл. 1 800 м.н.м. на північній стороні Альп та бл. 2 000 метрів на південній стороні. Однак в деяких районах ці значення різняться: в Альпенцельських Альпах це лише 1 600 м.н.м., а в долині Енгадин — 2 300 м.н.м.
- Альпійські луки

Альпійські луки (гірська тундра) розташовані понад лінією лісу і не мають дерев через низьку середньорічну температуру. Тут є лише трави, деякі чагарники та гірські квіти. Нижче межі багаторічної мерзлоти (бл. 2 600 м.н.м.) часто розташовані альпійські випаси (сезонні). У нижній частині цієї зони все ще збереглися декілька сіл, наприклад Рідеральп (1 940 м.н.м.) або Юф (2 130 м.н.м.).
Верхня межа альпійських лук визначається першим нетанучим цілий рік снігом, а отже її висота сильно різниться в залежності від розташування та орієнтації по сторонах світу — від 2 800 м.н.м. до 3 200 м.н.м.
- Льодовикова зона

Льодовикова зона — це територія «вічного» снігу та льоду. Коли ухил гірського схилу не дуже крутий, сніг накопичується і ущільнюється, поступово переходячи в лід і утворюючі льодовик. Льодовик потім стікає в долину і може спускатися аж до 1 500 м.н.м. (льодовик Верхній Грінделвальд). На дуже крутих схилах сніг акумулюється у вигляді нависаючих сераків, як періодично падають донизу, утворюючи лавини. Бернські Альпи, Пеннінські АЛьпи та масив Монблан разом містять переважну частину льодовиків Альп.
У цій зоні відсутні людські поселення, крім наукових станцій, як от Обсерваторія Сфінкс.

## Подорожі та туризм

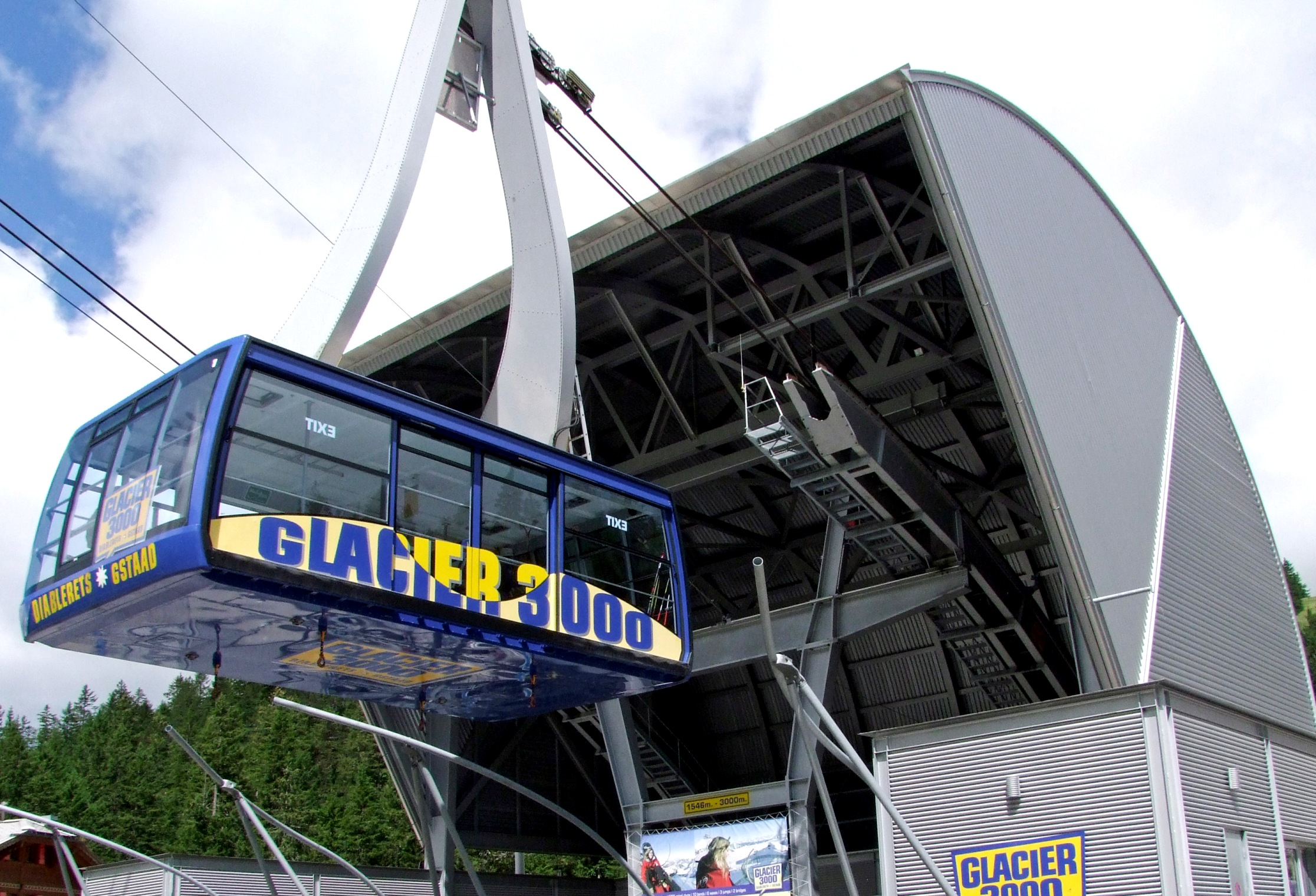
Підйомник Glacier 3000

Туризм у Швейцарських Альпах розпочався з першими сходженнями на головні піки Альп (Юнгфрау у 1811 р., Піц-Берніна у 1850 р., Дюфур в 1855 р., Маттергорн в 1856 р., Дом в 1858 р., Вайсгорн в 1861 р.), які здійснювались переважно британськими альпіністами з місцевими провідниками (так званий золотий вік альпінізму). Будівництво зручностей для туристів розпочалося з середини XIX сторіччя з будівництва готелів та гірських прихистків (Швейцарський Альпійський Клуб, який сьогодні підтримує мережу прихистків, був утворений в 1863 р.) та гірських (зубчастих) залізничних ліній (потяг на Рігі в 1873 р., Пілатус в 1889 р., хребет Горнер в 1898 р.). Залізниця Юнгфрау відкрилася в 1912 р.; вона веде до найвищої залізничної станції в Європі, Юнгфрауйох.

### Літній туризм
В Швейцарії облаштовано мережу маркованих туристичних шляхів загальною довжиною 62 000 км, з яких 23 000 км розташовані у гірській місцевості.
Багато гір користуються інтересом альпіністів, особливо чотиритисячники та Великі північні стіни Альп. Великі зимові курорти лишаються популярними туристичними напрямками і влітку, оскільки більшість підйомників продовжує працювати, що дозволяє туристам та альпіністам діставатися високих гір без значних зусиль. Малий Маттергорн є найвищою вершиною в Європі, до якої можна дістатися підйомником.

### Зимовий туризм

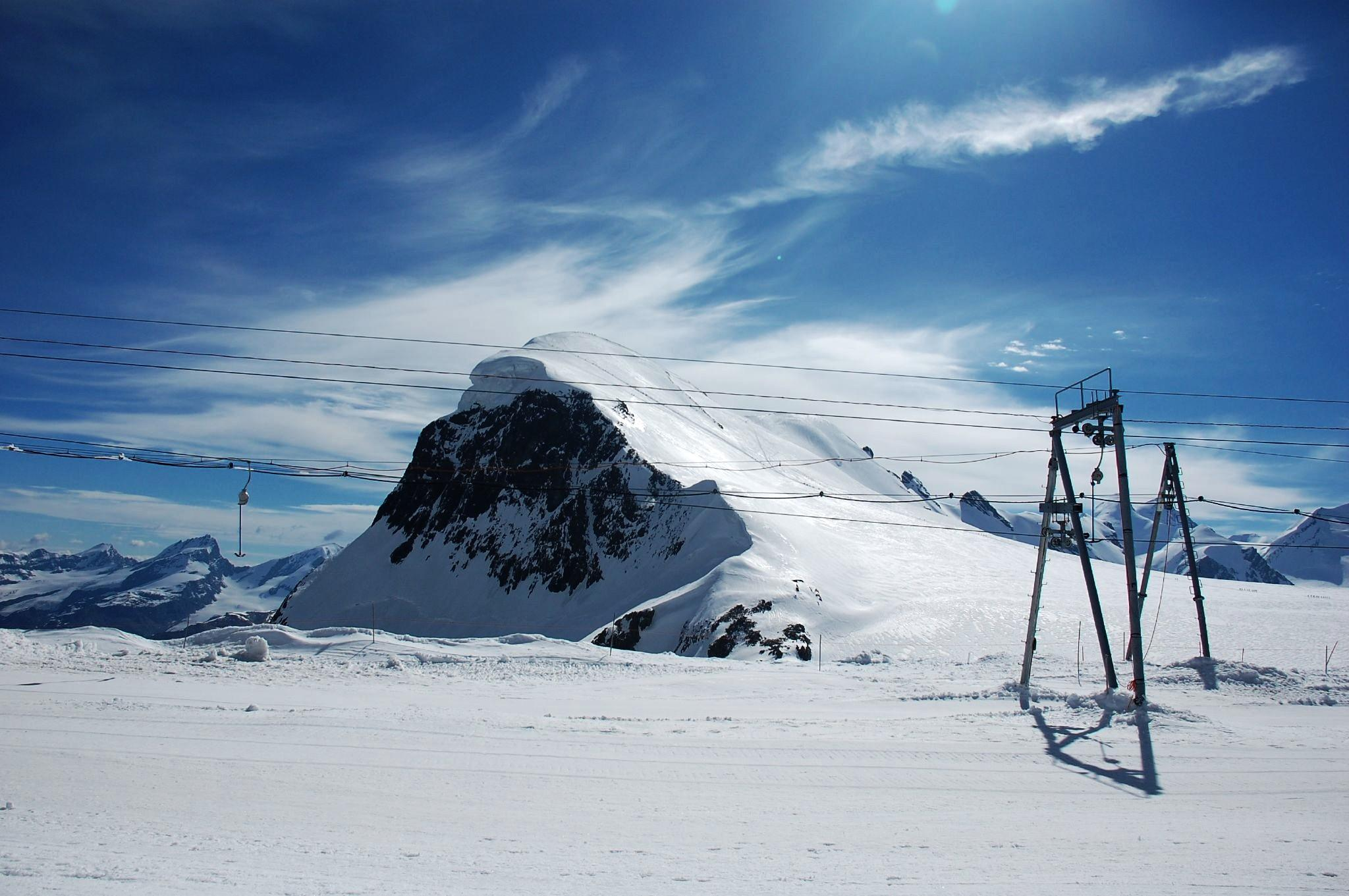
Найвищі гірськолижні траси в Європі над Церматтом

Основні напрямки для лижного спорту та інших зимових видів спорту розташовані у Вале, Бернському високогір'ї та Граубюндені. В деяких селах заборонені машини і до них можна дістатися тільки громадським транспортом.
Гірськолижний сезон може починатися в листопаді і тривати до кінця травня, але більшість гірськолижних курортів Швейцарії відкриті з грудня по квітень. Церматт та Заас-Фе мають гірськолижні траси для літнього катання. Також влітку можна покататися на Юнгфрауйох.
Найпопулярніші гірськолижні курорти:

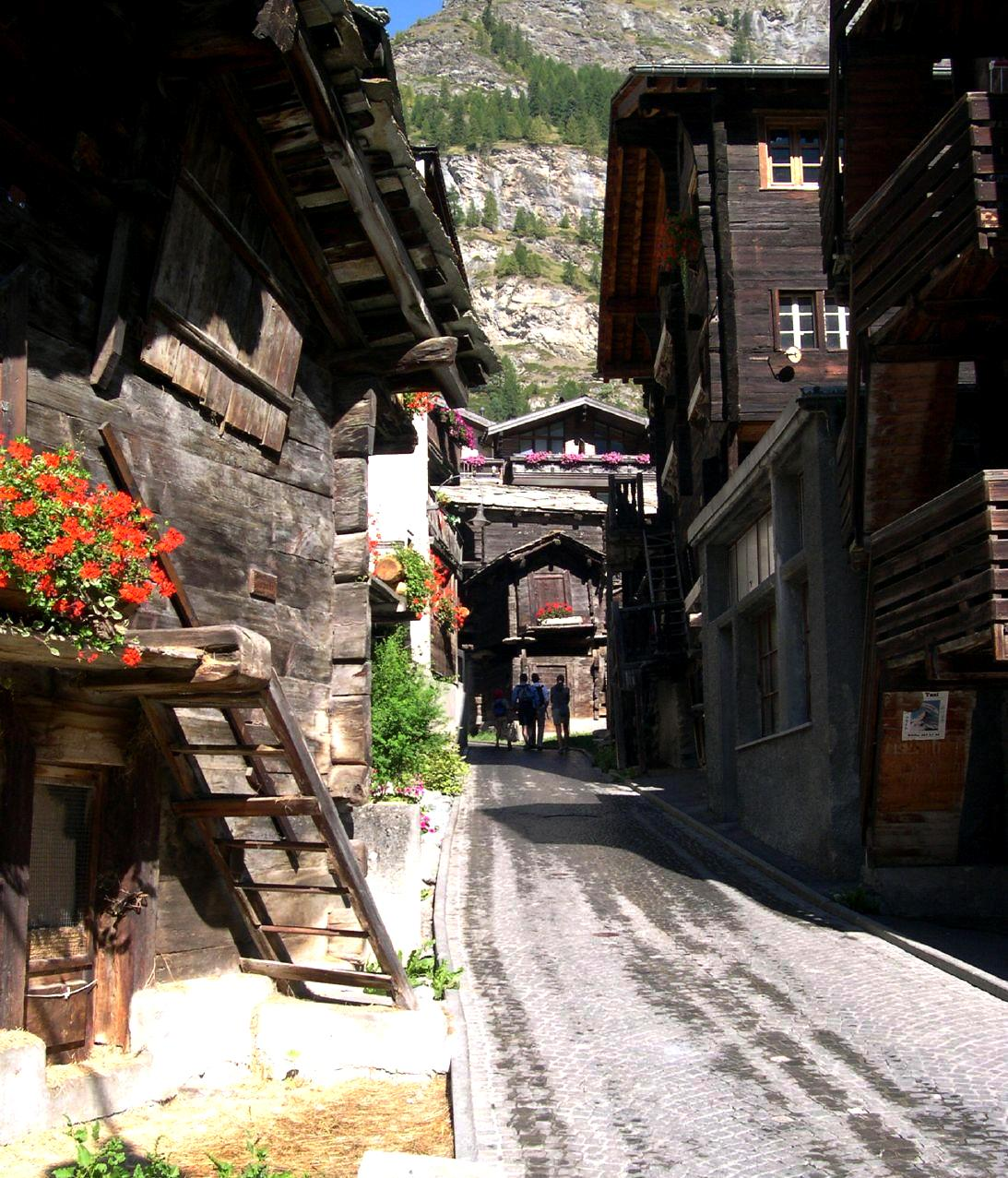
Завдяки політиці «без машин» Церматт зберігає старовинний вигляд

- Давос — Клостерс
- Церматт
- Санкт-Моріц
- Грінделвальд — Мюррен — Венген
- Аделбоден — Ленк
- Верб'є — Нендаз
- Гштаад
- Флімс — Лаакс
- Ленцерхайде — Ароза
- Кран Монтана

### Транспорт

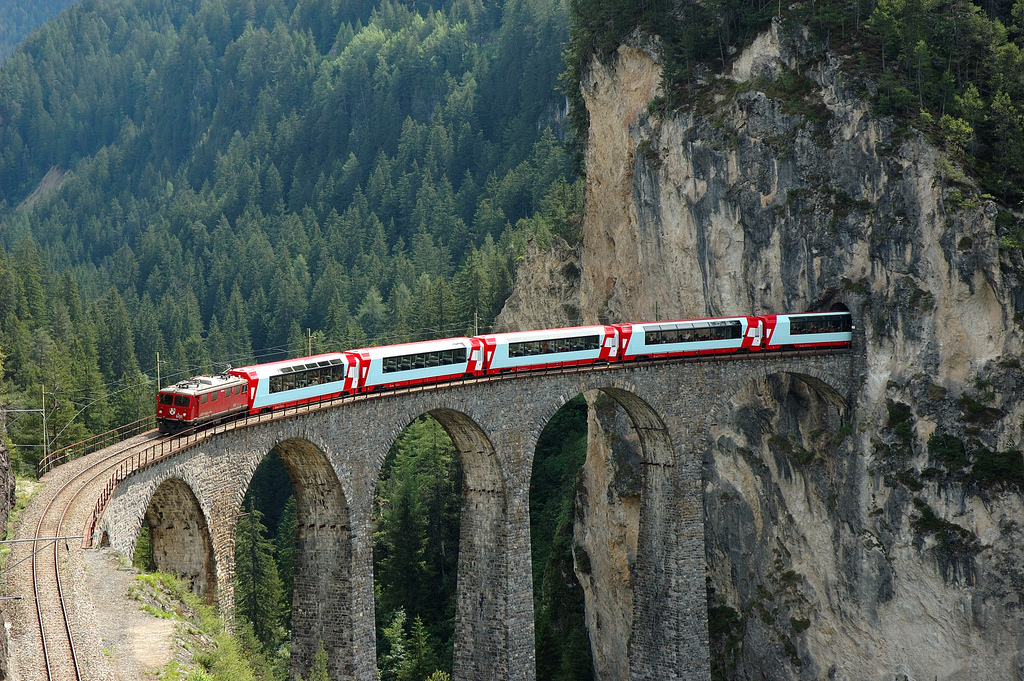
Льодовиковий експрес на віадуку Ландвассер, хребет Альбула

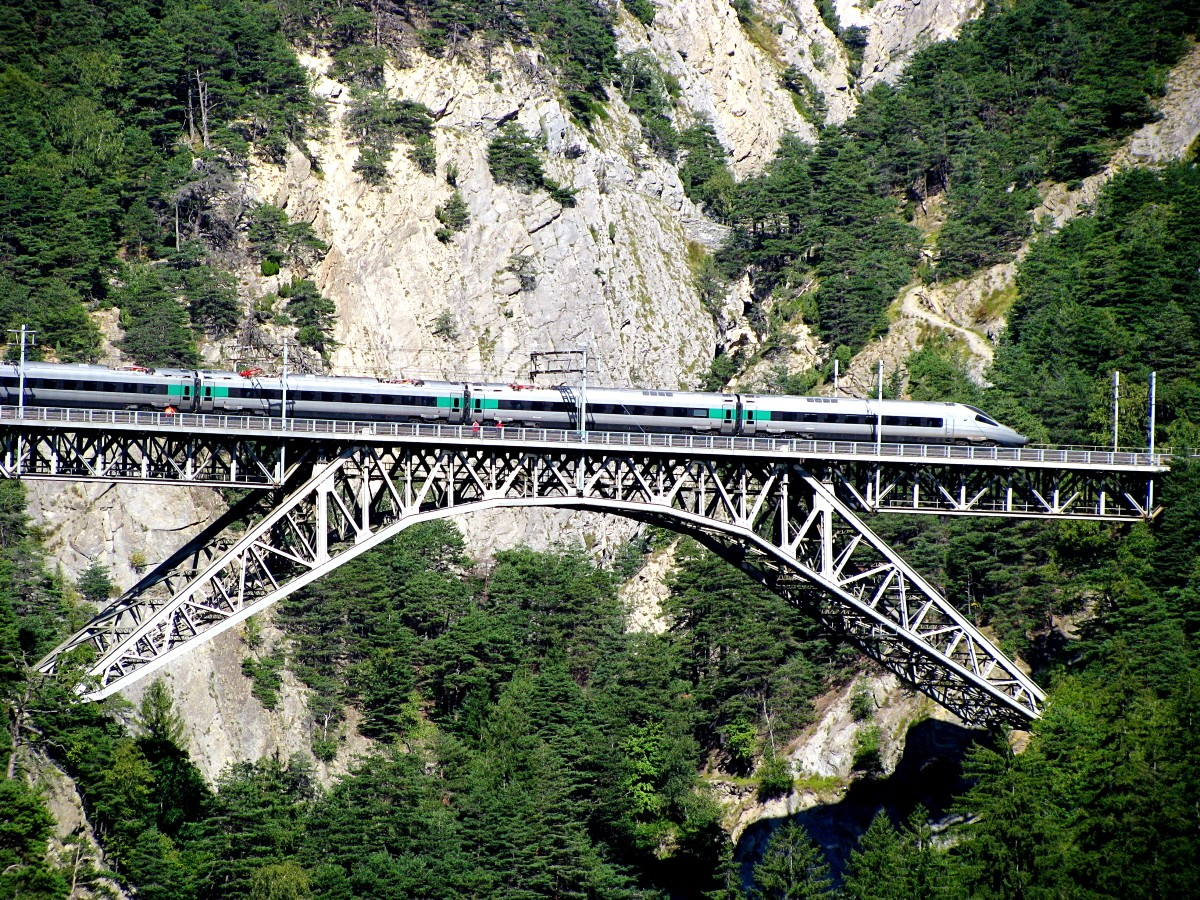
Залізниця Льочберг

В Швейцарії надзвичайно розвинена мережа громадського транспорту і ним можна дістатися також і до кожного гірського села. Основні компанії:
- Швейцарські федеральні залізниці
- Ретійська залізниця
- Матегорн-Готард (залізниця)
- Golden Pass (залізниця)
- PostBus (Швейцарія)

Більшість гірських регіонах максимум всього в трьох годинах від основних міст та аеропортів Швейцарії. І хоча долина Енгадін в Граубюндені в 4–6 годинах від великих міст, сам панорамний маршрут Льодовиковий експрес або Бернінський експрес дуже популярний у туристів.
Аеропорт Енгадін біля Санкт-Моріца на висоті 1 707 м.н.м. є найвищим у Європі.
Перетин Альп є дуже важливим для національних та міжнародних інтересів Швейцарії та Європи, оскільки Альпи поділяють її. З початку індустріалізації Швейцарія поліпшувала свою трансальпійську мережу доріг, спочатку через перевали, а потім і тунелями: 1882 року було побудовано Готтардський тунель, в 1906 році — Симплонський тунель, а в 2007 році — Льочберзький базисний тунель. Готардський базисний тунель довжиною 57 км передбачається відкрити в 2017 році, що нарешті створить «пласку» дорогу через Альпи і пізніше дозволить транзит швидкісних поїздів через Швейцарію.